# ميشيل سوتو
ميشيل سوتو (بالإنجليزية: Michelle Soto)‏ هي كاتِبة وشاعرة أمريكية، ولدت في 15 ديسمبر 1995 في بروكلين في الولايات المتحدة.